# Mariana Klaveno
Mariana Klaveno (Endicott (Washington), 25 oktober 1979) is een Amerikaanse actrice.

## Biografie
Klaveno werd geboren in Endicott (Washington) in een gezin van vier kinderen. Zij studeerde cum laude af met een bachelor of arts in theaterwetenschap aan de Universiteit van Washington in Seattle. Na haar studie verhuisde zij naar Los Angeles voor haar acteer carrière.
Klaveno begon in 2004 met acteren in de film Game Box 1.0, waarna zij nog meerdere rollen speelde in films en televisieseries.

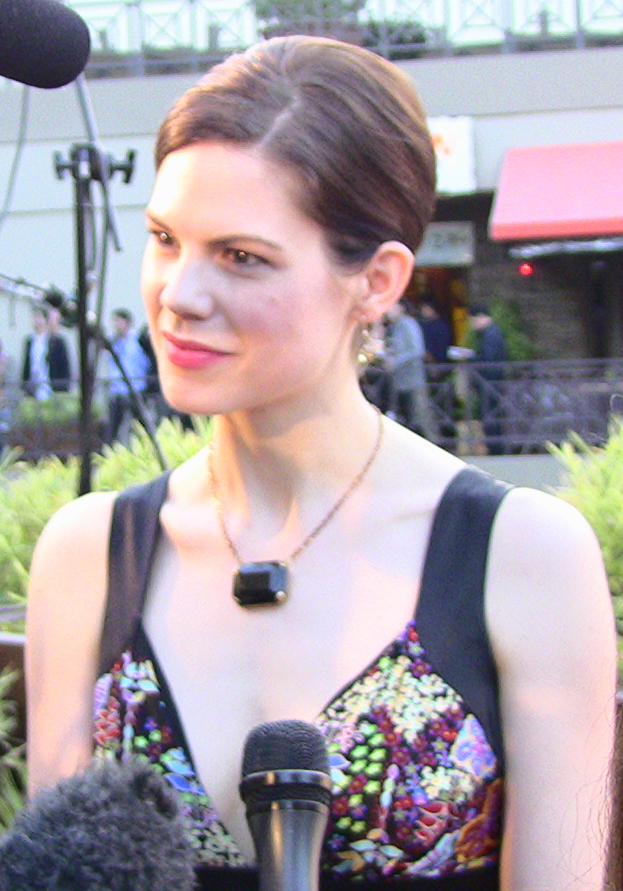
Mariana Klaveno in 2010

Klaveno is in 2012 getrouwd.

## Filmografie

### Films
Uitgezonderd korte films.
- 2020 A Place Among the Dead - als MK
- 2020 Language Arts - als Sylvie McGucken
- 2017 Aftermath - als Eve
- 2015 West of Redemption - als Becky
- 2013 No God, No Master – als Louise Berger
- 2011 Innocent – als Anna Vostick
- 2007 Final Approach – als FBI agente Harris
- 2007 While the Children Sleep – als Abby Reed
- 2006 Though None Go with Me – als Carrie
- 2004 Game Box 1.0 – als Michelle

### Televisieseries
Uitgezonderd eenmalige gastrollen.
- 2022 Superman and Lois - als Lara Lor-Van - 6 afl.
- 2016-2017 Designated Survivor - als mysterieuze vrouw met donker haar - 4 afl.
- 2016 Full Circle - als Angela Mancuso - 10 afl.
- 2013-2016 Devious Maids – als Peri Westmore – 18 afl.
- 2014-2015 Stalker - als Janice Lawrence - 20 afl.
- 2008-2012 True Blood – als Lorena Krasiki – 13 afl.
- 2011 Dexter – als Carissa Porter – 2 afl.

## Prijzen

### Satellite Awards
- 2009 in de categorie Beste Cast met de televisieserie True Blood - gewonnen.

### Screen Actors Guild Awards
- 2010 in de categorie Uitstekende Optreden door een Cast met de televisieserie True Blood - genomineerd.

- Library of Congress Control Number: no2015154034
- Virtual International Authority File: 15145003596161340344
- WorldCat: E39PBJr3xydRB3pm3PqfCWXjmd